# Bausch & Lomb Championships 2008
Il Bausch & Lomb Championships 2008 è stato un torneo di tennis giocato sulla terra verde.
È stata la 29ª edizione del Bausch & Lomb Championships che fa parte della categoria Tier II nell'ambito del WTA Tour 2008. Si è giocato al Racquet Park at the Amelia Island Plantation nella Amelia Island in Florida.

## Campioni

### Singolare
Marija Šarapova ha battuto in finale  Dominika Cibulková, 7–6(7), 6–3

### Doppio
Bethanie Mattek /  Vladimíra Uhlířová hanno battuto in finale  Viktoryja Azaranka /  Elena Vesnina, 6–3, 6–1